# 腎 (五臓)
腎（じん）は、伝統中国医学における五臓のひとつである。第14椎（第1腰椎）の棘突起にへばりついている小さな臓で、脊椎側に頂点を向けている栗型の臓とされている。五行の水に属し、「水」と関連がある点では、現代医学の腎臓に似ているが、伝統中国医学では、尿（おしっこ）は、小腸と大腸の間に水分というところがあり、そこで固形分と液体が分離され、液体は膀胱に注いで排尿されるということになっており、腎は尿の生成には、全く関わりがない。しかし、生命の根源を宿す臓器として、心臓に次いで大切であるとされ、「かんじん」とは、「肝心」ではなく、「肝腎」と書く方が正しいといわれている。
伝統中国医学における腎の働きは、親から受け継いだ生命の源である先天の元気、精をやどし、食物の精気を得てそれを発展させて、人間としての成長を司る。そのため、成長をリードする骨格は、腎の働きで形成されるといわれる。さらにそれを子孫に伝える生殖の働きがあるとする。江戸時代には勃起不全のことを「腎虚」といったことはよく知られ、落語や川柳・小咄などにもよく出てくる。腎が悪くなると、「ふぬけ」または「アンニュイ」の状態になり、めまいや動悸、息切れ、排尿障害などが出るとされ、老化現象は腎の衰えととらえられることが多い。
伝統中国医学での腎は、現代医学の腎臓の働きのほか、生殖器、さらに副腎や生殖器などのホルモン系を含むものと思われる。
「腎」の字の起源については、にくづきに「堅い」の字の省略形と書かれた本が多いが、腎臓は少なくとも心臓よりは柔らかいし、肝臓と比べてもそれほど堅くはない。「臣」の字の意味から、複数ある臓の意味ではないだろうか。鍼灸の古典として最も大切なものの一つ難経には、左を腎、右を命門という箏がかかれているが、命門の働きについてははっきりしない。